# Ісідоро Сота
Ісідоро Сота Гарсія (ісп. Isidoro Sota García, 4 лютого 1902, Орісаба, Мексика — 8 грудня 1976, Мехіко, Мексика) — мексиканський футболіст, що грав на позиції воротаря, зокрема, за клуб «Америка», а також національну збірну Мексики. Два його брати, Хорхе і Ернесто, також були футболістами

## Клубна кар'єра
Виступав за «Америку» з міста Мехіко, провівши в її формі дев'ять сезонів. 

## Виступи за збірну
У складі збірної був учасником чемпіонату світу 1930 року в Уругваї. Номінально Сота був дублером основного голкіпера команди Оскара Бонфільо, але 16 липня 1930 в матчі проти збірної Чилі місце у воротах було довірено саме йому. У воротах Соти побувало три м'ячі, а матч мексиканці програли всуху. Це було єдина поява Ісідоро на поле у футболці збірної Мексики.